# 崔游 (北魏)
崔游（473年—524年），字延叔，博陵郡安平县（今河北省衡水市安平县）人，出自博陵崔氏的博陵第三房，北魏官员。

## 生平
崔游是洛阳县县令崔纂共曾祖的堂弟，年少时就有节操，以奉朝请为起家官，略微升任太尉主簿。江州刺史陈伯之奏请任命崔游担任江州司马，崔游回朝后出任奉车都尉。大都督、中山王元英南征义阳时，引荐崔游出任录事参军，崔游很快转任司马。等到元英败在锺离战败，崔游受牵连被流放到秦州，很久后才得以返回。大将军高肇西征，引荐崔游担任统军，出任步兵校尉，升任豫州征虏府长史，崔游很快出任征虏将军、北赵郡太守，都有政绩。
熙平末年，崔游转任河东郡太守。河东郡有盐户，经常供州郡当兵，盐户子孙成年后就要服兵役，崔游怜悯盐户的劳苦，就上表请求允许盐户服兵役一段时间能被他人替换，河东郡内都很感动。河东郡的太学原在城内，崔游将太学迁移到城南宽阔的地方，亲自讲解儒家经典，当时上学的人没有不自勉力学的，称崔游为优秀地方官。崔游以本将军升任凉州刺史，因为母亲去世而离职。
正光年间，崔游获任命为右将军、南秦州刺史，崔游坚决拒绝没有得到允许。此前，南秦州百姓杨松柏、杨洛德兄弟多次反叛，崔游到了南秦州，恳切的给予他们优待安慰。杨松柏归顺，崔游就引荐他出任主簿，稍微用和悦的态度劝诱他，杨松柏兄弟就都来了。杨松柏是南秦州的豪强头领，感激崔游的恩惠优待，就鼓励引导氐族都来归顺，且认为过失都犯在前任刺史任内，不再有疑惑。崔游于是借着宴会的时候，将杨松柏等人同时斩首。于是外人都认为崔游不讲信用，全州都起兵反叛。正光五年（524年）夏六月，秦州城百姓杀刺史李彦占据秦州反叛，数天之后，崔游知道南秦州一定不会安宁，想要离开，很快在州馆被城中百姓韩祖香、孙𥛰围攻。崔游知道事情窘迫，登楼慷慨悲叹，从楼上推下小女儿摔死，意在不让女儿被群贼侮辱。崔游很快被韩祖香等人俘获后杀死，时年虚岁五十二。永安年间，朝廷赠予崔游散骑侍郎、镇北将军、定州刺史。

## 儿子
- 崔伏护，开府参军